# Storia della trasfusione di sangue

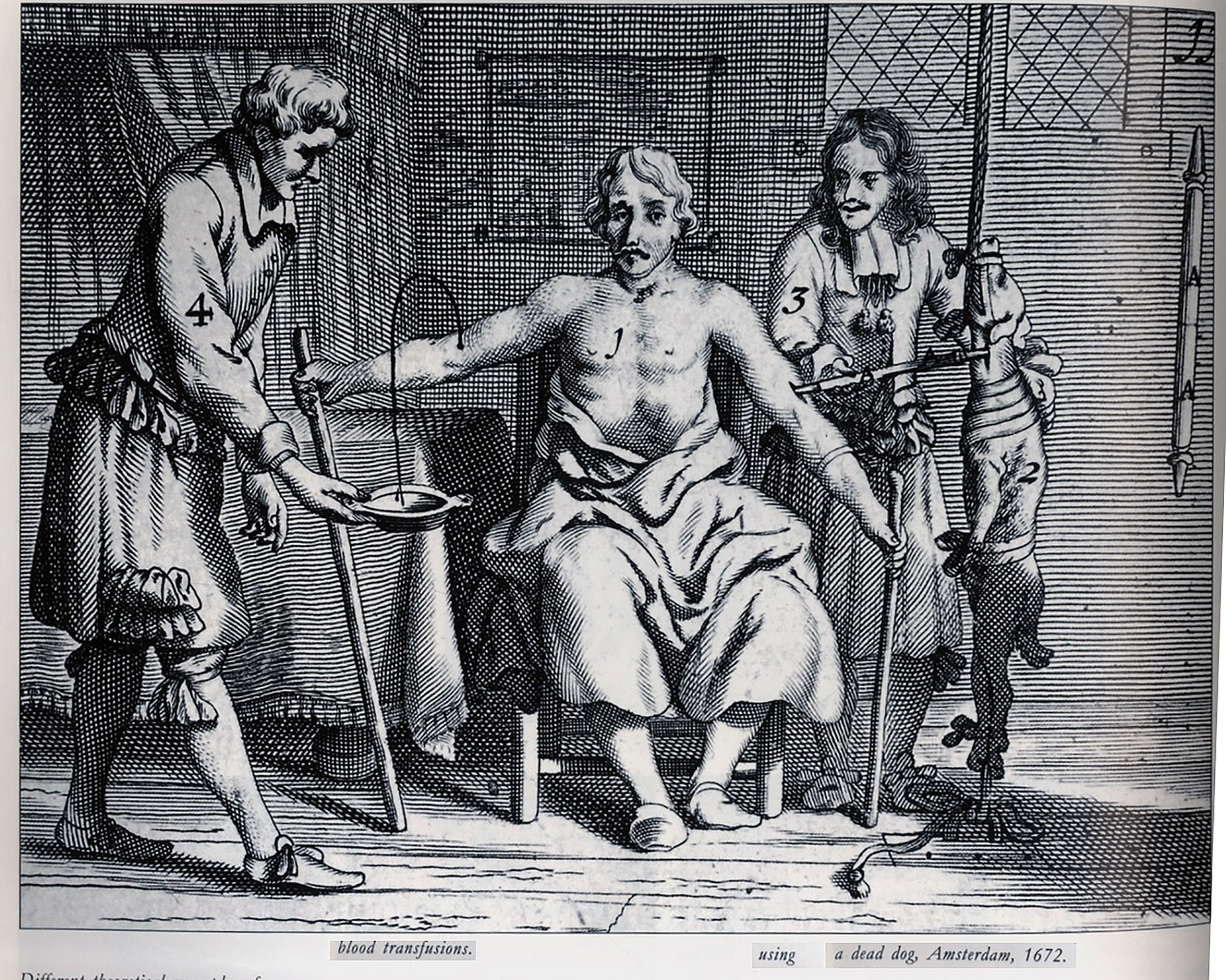
Un paziente ferito riceve una trasfusione di sangue di cane (Johannes Scultetus, Armamentarium Chirurgicum, 1693)

Il sangue ha sempre rappresentato un campo di studio misterioso ed affascinante, poiché, come diceva Leonardo da Vinci, "dà vita e spirito a tutti li membri dove si diffonde".
Già reperti di origine egizia accennano alla pratica della trasfusione di sangue, che in seguito viene confermata anche nella letteratura latina.
Nelle Sacre scritture il sangue occupa un posto preminente, fino a divenire oggetto di culto o ad assumere un ruolo predominante nei riti propiziatori.
Ovidio, nelle sue Metamorfosi, raccontava che la maga Medea avrebbe fatto recuperare le forze al vecchio Pelea, se avesse ricevuto sangue giovane e fresco.
Anche Plinio il Vecchio e Aulo Cornelio Celso descrivono l'usanza di scendere nell'arena per bere il sangue dei gladiatori morenti, ritenendo che quel sangue fosse particolarmente benefico agli atleti forti e coraggiosi, qualità che sarebbero state trasferite in coloro che lo avessero bevuto.

## Le basi fisiologiche e dell'immunoematologia

### Gli inizi nel Seicento
In Europa la tradizione ritiene che il primo a sostenere la causa della trasfusione del sangue, nel 1615, sia stato Andreas Libavius; non si potrà tuttavia ancora parlare di una trasfusione in senso tecnico, se non dopo la scoperta dell'apparato circolatorio, che ne permetterà una dimostrazione su base scientifica. Questa ed altre innovazioni sembrano trovare nello studio del sangue la base per la comprensione di molti fenomeni non solo patologici, ma anche fisiologici e quindi un'importante fonte per guarire le malattie.
Esaltata da sprovveduti e ciarlatani, ma anche da pionieri della medicina sperimentale, disapprovata e considerata immorale, la trasfusione del sangue ha una storia molto movimentata prima di trovare un'affermazione nel mondo scientifico e nella società.

#### La circolazione del sangue

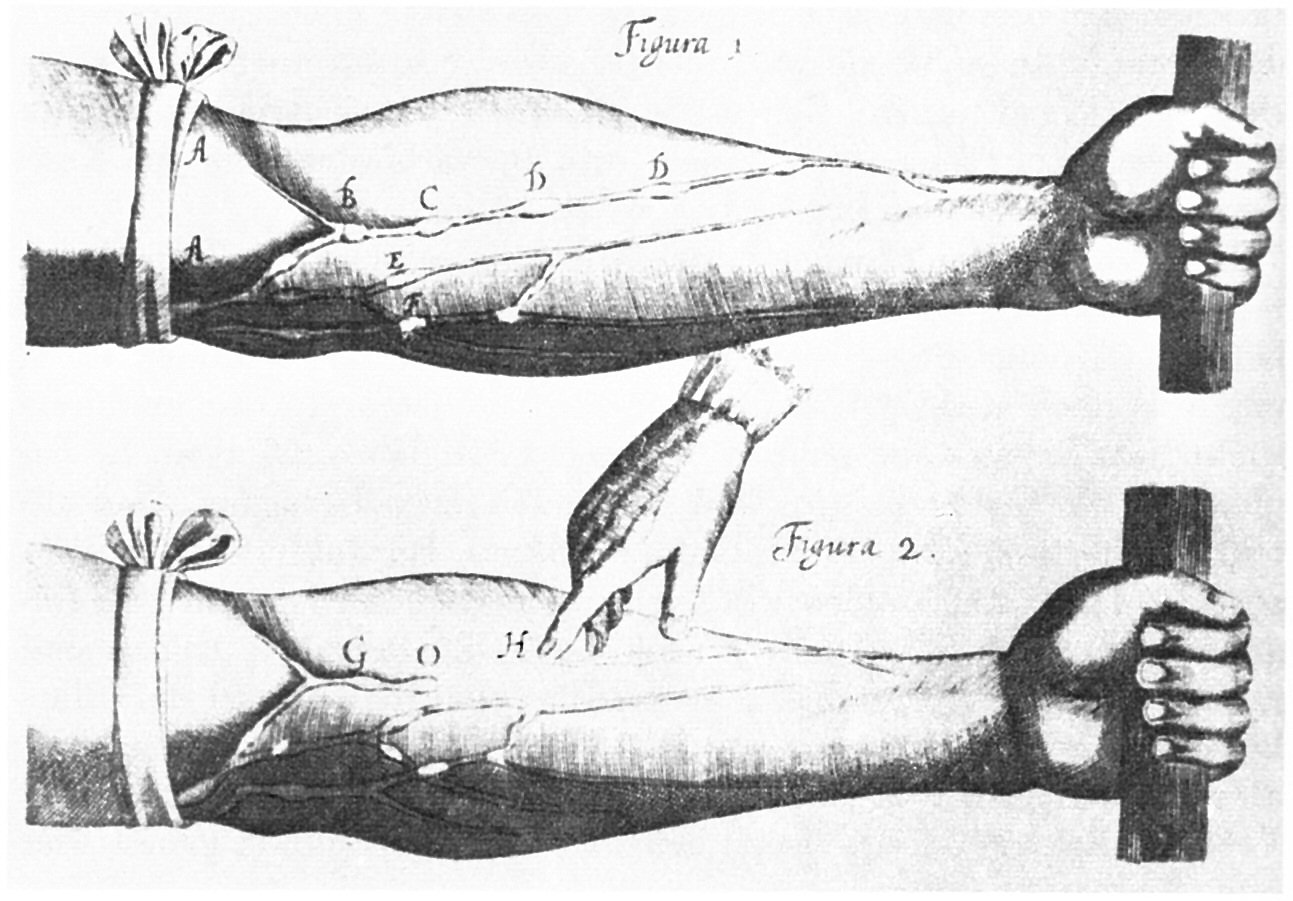
William Harvey (1578-1657): Vene del braccio

Quando William Harvey nel 1616 mise in evidenza il percorso del sangue all'interno del corpo umano, si cominciò a diffondere l'idea che una trasfusione del sangue potesse avere effetti benefici. Harvey nella sua opera del 1628 "Exercitatio anatomica de motu cordis et sanguinis", dichiarò di avere assistito ad uno dei fenomeni più belli in natura: la circolazione del sangue in un animale vivente.
Il merito del medico inglese sta nel fatto di essere riuscito a coordinare ed enunciare tutti i principi anatomici e fisiologici della circolazione del sangue, riunendo in un'unica opera tutte le notizie sparse dei suoi predecessori: dalla concezione galenica secondo cui la vita era presente nel corpo per mezzo di "spiriti vitali", per merito di medici come Realdo Colombo, Andrea Cesalpino, Girolamo Fabrici d'Acquapendente, Marcello Malpighi si cominciò a parlare di circolazione sanguigna. 
Anche Giuseppe Mazzini si interessò dell'argomento per motivi politici e patriottici. Prendendo spunto da un articolo riguardante la scoperta della circolazione del sangue, uscito nel 1838 a Londra, dove lui era esule, sulla London and Westminster Review, egli si fece portavoce della tesi secondo la quale non sarebbe stato Harvey ad introdurre l'argomento ma frate Paolo Sarpi (1552-1623), teologo e consultatore dello Stato della Repubblica di Venezia. Egli sarebbe stato il primo, nel 1574-78, a provare che il sangue per mezzo di alcune valvole passava dalle vene nelle arterie con successione regolare.

#### Le prime trasfusioni documentate
I primi autori che accennarono nelle loro opere alla trasfusione del sangue furono Marsilio Ficino e poi Gerolamo Cardano, ma il primo di cui si ha sicura notizia che abbia eseguito una trasfusione nell'uomo è Giovanni Colle da Belluno (1558-1631). Egli si laureò a Padova nel 1538, esercitò la professione per quindici anni a Venezia, ottenendo grandi risultati, tanto da essere nominato medico personale del duca di Urbino, Francesco Maria II, e poi professore di medicina a Padova. Giovanni Colle lasciò in eredità notevoli opere di medicina, come il "De morbis malignis" (1620), e diede una meticolosa descrizione della tecnica trasfusionale nel "Methodus facile procurandi tuta et nove medicamenta" pubblicato nel 1628.
Un altro tentativo viene attribuito nel 1654 a Francesco Folli de Poppi, il quale nella "Stadera medica" descrisse un metodo ingegnoso per la cessione del sangue, anche se un po' rudimentale, effettuata davanti a Ferdinando de' Medici di Toscana. Egli inserì un tubicino d'argento nella vena del donatore ed un tubicino d'osso nella vena del ricevente; i due tubi erano collegati tra loro con una cannula ricavata da un vaso sanguifero tolto ad un animale. Francesco Folli era un grande conoscitore dell'opera di Harvey, stimato dal Granduca di Toscana, il quale, appoggiando apertamente la rivoluzione galileana e le nuove tecniche sperimentali, lo incoraggiò nell'iniziativa, che l'autore descrisse anche in altri lavori.
Bisogna ricordare che presso la corte del Granduca erano presenti molti medici inglesi che importarono la tecnica in Inghilterra. Il concetto di inserire altro sangue nella vena, dove scorre sangue, viene esteso ad ulteriori sostanze. Esperimenti in tal senso furono effettuati da Robert Boyle, che riuscì ad infondere nel sangue farmaci solubili.

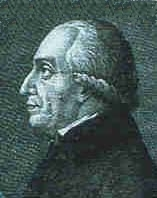
Jean-Baptiste-Denys

A Parigi nel 1666 Jean-Baptiste Denys, medico di Luigi XIV, professore dell'Università di Parigi, realizzò una trasfusione di sangue dall'animale all'uomo. Il malato, reso debole da un precedente salasso, che gli era stato fatto prima della trasfusione di sangue di agnello, si riprese. A questo esito positivo, si eseguiranno altre trasfusioni sempre sulla stessa persona, ma dopo la terza trasfusione il paziente perse la vita, tanto che lo stesso Denis venne accusato di omicidio. Questi risultati negativi della scuola parigina influirono non poco sulla storia della trasfusione di sangue, poiché non solo dalle autorità civili verrà condannata ma anche dal Papa con una bolla pontificia, tanto che la sperimentazione fu abbandonata per oltre un secolo.

### Il periodo Settecentesco e Ottocentesco
Nuovi tentativi vennero effettuati nel '700 da Michele Rosa (1731-1812), autore nel 1767, epoca del suo insegnamento ticinese, di un'erudita orazione, "De istauranda medicinae simplicitate" , e delle famose "Lettere Fisiologiche", nelle quali venne introdotta la fisiologia sperimentale.
Il primo esperimento consistette nel ravvivare un vitello esangue con il sangue di un agnello. Di fronte al successo ottenuto, Rosa ripeté il suo esperimento in pubblico, davanti a dotti e notevolissimi personaggi, medici, dame, chirurghi e magistrati. Egli finì per redigere una "Carta della Trasfusione", poiché i tentativi fino ad allora effettuati gli avevano manifestato tre verità:
1. che i vasi dell'animale vivo e sano sono capaci di ricevere e far circolare una copia di sangue molto maggiore di quella che naturalmente contengono;
2. che è possibile promiscuità e mescolanza del sangue tra specie e specie;
3. che è possibile quasi certo il ravvivamento dell'animale esangue, e perciò morto fisicamente, con la sola rifusione.

Rosa espresse, in alcune delle sue considerazioni, che le trasfusioni effettuate nei secoli precedenti non avevano delle basi solide e concrete e sosteneva che le trasfusioni potevano essere impiegate nei parti di tante donne svenate dal travaglio durante il parto, nelle emorragie dei bambini o quelle provocate durante le battaglie, inoltre giunse a concludere che il sangue più vicino alla costituzione umana fosse quello del vitello.

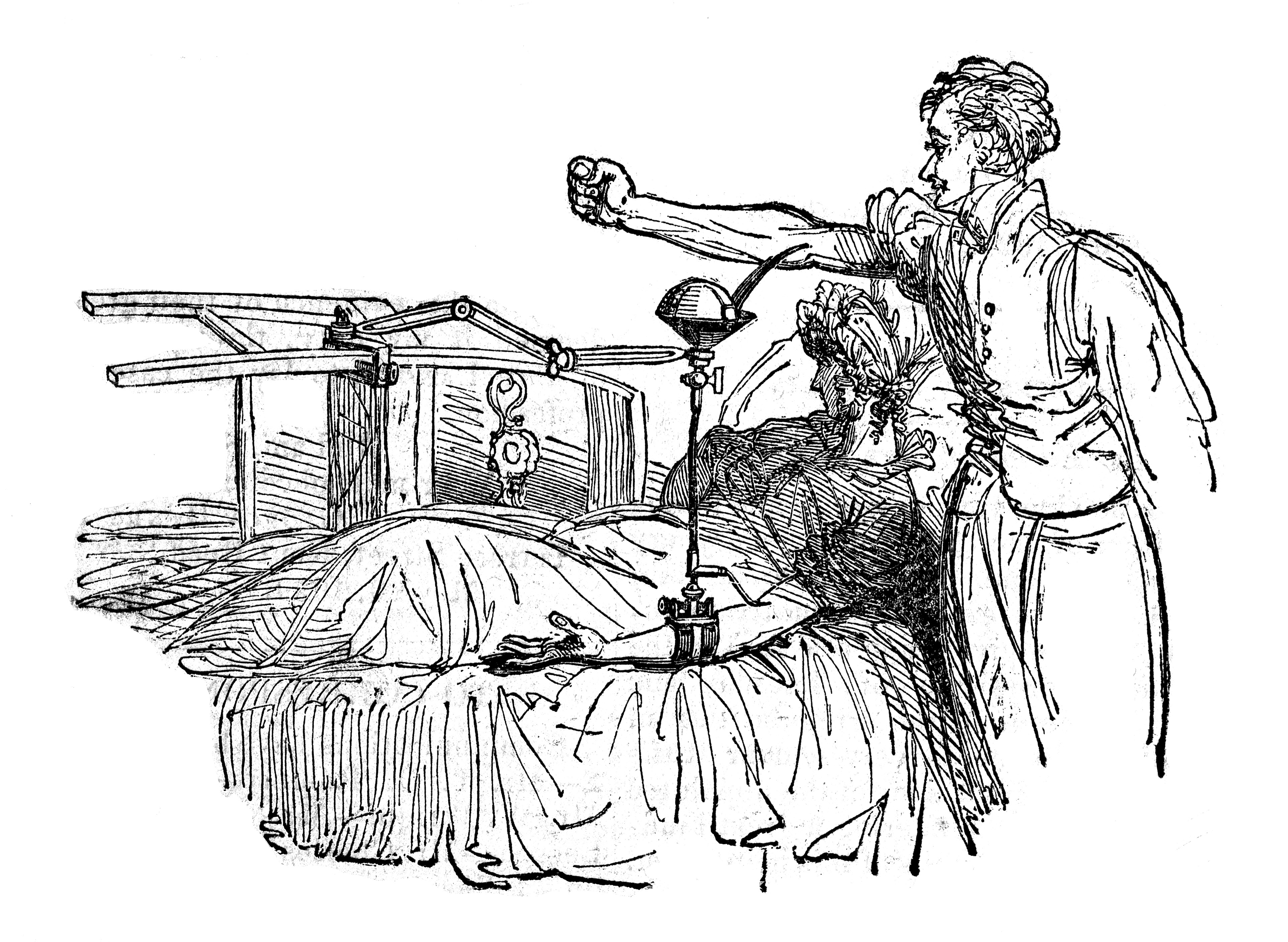
Trasfusione di sangue con il metodo Blundell

Nel 1789 Francesco Maderna, maestro in farmacia e chimica a Milano, raccolse in un breve opuscolo tredici esperimenti volti a rendere il sangue prelevato fluido. Egli era consapevole di avere segnato una tappa importante nell'emotrasfusione, cercando metodi anticoagulanti. Effettuando degli esperimenti prima sul sangue di pollo e poi alcuni sul sangue umano, prelevato in occasione di un salasso a una donna in gravidanza, riuscì a concludere che gli acidi sono capaci di evitare la coagulazione del sangue.
James Blundell (1790-1878), ostetrico e fisiologo londinese, tra il 1818 e il 1826 lasciò un'impronta particolare, in quanto dimostrò che il sangue poteva essere trasfuso anche indirettamente, riprendendolo in una siringa e iniettandolo nella vena. Blundell riteneva che bastasse una quantità limitata per ristabilire un certo equilibrio, non solo per la cura delle anemie e delle emorragie, ma anche per un certo numero di malattie infettive debilitanti, come la gotta, la sifilide e addirittura la follia. La trasfusione non venne più utilizzata solo a scopo emosostitutivo ma immunizzante, difensivo, disintossicante ed emostatico. Blundell riteneva che mezza pinta di sangue (circa 300 cc) potesse essere una quantità sufficiente per gli scopi terapeutici.

### La svolta del Novecento

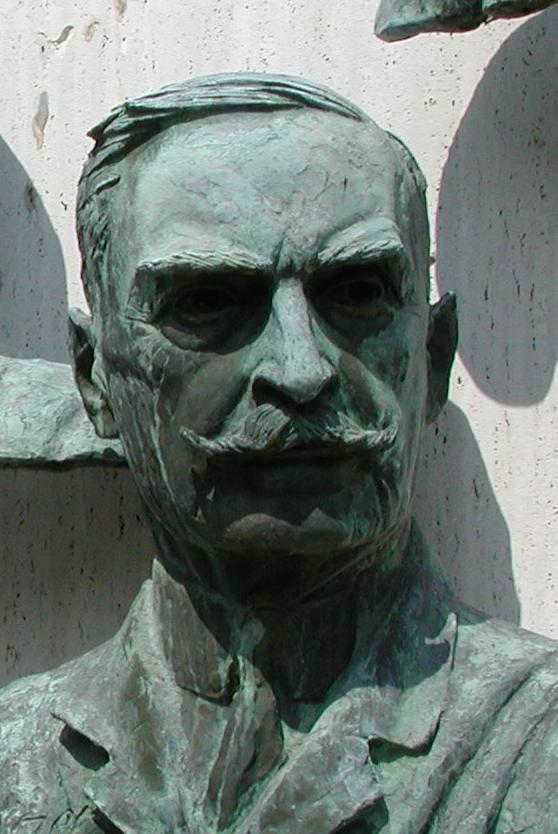
Karl Landsteiner

La vera e propria svolta si ebbe quando Karl Landsteiner riuscì a dimostrare che può avvenire agglutinazione tra il siero e le emazie di due soggetti. 
Landsteiner dimostrò che le isoagglutinine del sangue umano possono agglutinare altri globuli rossi e classificò in tre gruppi, in base alle reazioni di agglutinazione; nel 1902 venne individuato anche un quarto gruppo.
A questa prima forma di distinzione del sangue, basata sull'utilizzo dei numeri romani per distinguere i vari gruppi, si passò a quella di Emil von Dungern e Ludwik Hirszfeld, secondo la quale i gruppi venivano classificati con lettere.
Grazie all'uso di esami per stabilire la compatibilità dei vari gruppi, furono ridotti i rischi di mortalità nell'impiego della trasfusione, che incominciò ad essere effettuata con regolarità.
Notevoli scoperte furono effettuate anche per gli anticoagulanti: oltre al citrato di sodio, vennero indicati altri anticoagulanti tra cui l'eparina e l'iposolfito, finché non furono scoperte apposite sostanze che permisero di conservare per giorni e settimane il sangue in ghiacciaia, in flaconi di vetro.
La scoperta di queste sostanze per la conservazione del sangue, specie durante la seconda guerra mondiale, spinse, in Germania, ad utilizzare la soluzione Shilling (1000 cc. di acqua bidistillata, 5 gr. di citrato di sodio e 40 gr. di glucosio); in Italia Corelli introdusse il liquido Novotrans.
Una successiva scoperta relativa alle trasfusioni si ebbe nel 1940, anno in cui Karl Landsteiner e Alexander S. Wiener scoprirono il fattore Rh sui globuli rossi di una specie di primati.

## Gli sviluppi delle tecniche
Nel 1874 Moncoq pubblicò uno scritto sulla trasfusione dove illustrò una apparecchiatura da lui realizzata: un apparecchio ad imbuto nel quale cadeva il sangue del donatore, da cui il sangue veniva aspirato con una pompa a stantuffo e poi spinto nel ricevente.
Numerosi erano gli apparecchi, costosi e complicati, che man mano cadevano in disuso, i più utilizzati erano la siringa graduata di Brune, per le iniezioni di sangue defibrinato, e l'apparecchio di Caselli per la trasfusione immediata.
Hugo Wilhelm von Ziemssen nel 1892 adoperò un metodo molto semplice: tramite una cannula posta nella vena del donatore, riempì delle siringhe che vuotò nella vena del ricevente tramite cannule.

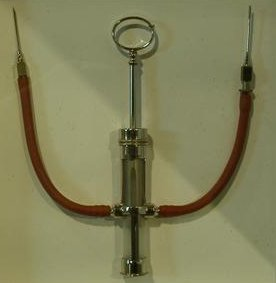
Apparecchio per la trasfusione diretta del sangue

Tra gli apparecchi più diffusi e semplici è degno di nota quello di Franz Oehlecker, che consiste in un tubo di gomma alle cui estremità fanno capo due aghi, quello del donatore e del ricevente, con una siringa di 50-100 cc, munita di rubinetto a tre vie, inserita tra i due tubi. Il funzionamento era estremamente semplice: inseriti i due aghi, nel donatore e nel ricevente, si apriva il rubinetto della siringa e si aspirava il sangue, una volta riempita, si girava il rubinetto dalla parte del ricevente e si spingeva il sangue nella vena di quest'ultimo.

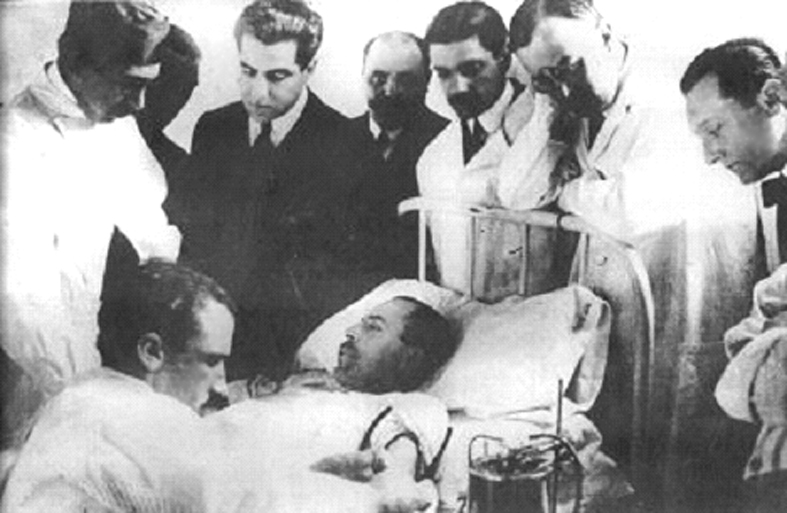
La prima trasfusione di sangue citratato nell'Ospedale Rawson di Buenos Aires (1914)

Alexis Carrel perfezionò il metodo della trasfusione diretta tra i vasi del ricevente e del donatore: la trasfusione diretta offriva il vantaggio di introdurre sangue puro, ma mostrò gravi difficoltà, tra cui la coagulazione del sangue, tanto che venne sostituita da quella indiretta.
Il problema della coagulazione venne risolto da Jules Bordet, che dimostrò che l'utilizzo della paraffina poteva ritardare la coagulazione del sangue.
Sabbatini nel 1902, con le sue ricerche sull'azione anticoagulante del citrato di sodio, permise di mettere a punto strumenti sempre più particolareggiati. Uno di questi era l'apparecchio di Semenza, che consisteva in un cilindro di 500 cc rivestito con un'intercapedine che permette di far circolare acqua calda per tenere il sangue alla temperatura di 40 °C. Su questo cilindro era innestato un tubo che lo collegava ad una siringa munita di due rubinetti, uno per la comunicazione con il recipiente ed un altro con il ricevente. Il cilindro presentava la giusta soluzione di citrato di sodio per evitare la coagulazione del sangue. Innestato l'ago nella vena del ricevente era possibile tramite i due rubinetti, aprendoli alternativamente, regolare l'afflusso tra il cilindro, la siringa e il beneficiario della trasfusione.